# August Hemerka
August Hemerka, šlechtic ze Stanmíru (29. října 1842 Slaný – 25. února 1911 Slaný) byl slánský statkář, politik a v letech 1881–1897 purkmistr města Slaný.

## Život
Pocházel ze statkářské rodiny, které patřil takzvaný Hemerkův statek ve Slaném.
Od šedesátých let 19. století se zapojoval do veřejného života města. V roce 1864 se podílel na založení Občanské záložny ve Slaném. Později byl také členem správní rady Živnostenské banky v Praze.
V roce 1867 se oženil s Karolinou, dcerou barona Spense z Boodenu (1838–1916). Manželům se dne 18. ledna 1869 v čísle popisném 306 narodil syn August Maria Karel Hemerka (1869–1942), pozdější právník a poslanec Zemského sněmu.
V roce 1871 byl zvolen radním města Slaného. Politicky byl pravděpodobně příslušníkem mladočeské strany. Odmítal ale její protirakouskou orientaci, byl prorakousky loajálním. S tím souvisí i ocenění, kterého se mu od císaře dostalo, včetně šlechtického titulu.
V roce 1884 potvrdil císař František Josef I. městu Slaný titul královského města. Dne 11. října 1884 pak císař přijal Augusta Hemerku při osobní audienci ve Vídni.
6. června 1885 přijal purkmistr Hemerka delegaci slánských občanů, kterou vedl Václav Štech a která mu přinesla návrh na založení městského muzea. Tento návrh byl městskou radou dne 2. listopadu 1885 přijat a August Hemerka byl zvolen prvním předsedou musejního sboru.
Dne 6. srpna 1888 mu byl císařským diplomem udělen šlechtický predikát s titulem "šlechtic ze Stanmíru". 17. září 1887 August Hemerka odstoupil z funkce purkmistra kvůli sporům se staročeskými radními.
K jeho zaměstnancům patřil Josef Frydrych (1880–1966), pozdější správce statků Jana II. z Lichtenštejna a velkostatkář v Žarošicích. 7 měsíců řídil jeho statek ve Slaném, poté musel narukovat k c. a k. pěšímu pluku č. 28.
Zemřel 25. února 1911 ve Slaném a je pohřben v rodinné hrobce na slánském hřbitově.

## Stavby a instituce, které byly založeny během funkčního období
- 1881 vypsán konkurs na stavbu městského divadla
- 1882 dokončena budova dívčí školy
- 1883 otevření městského divadla
- 1884 město vyhlášeno městem královským
- 1885 vysazeny Háje
- 1885 rozhodnuto o zřízení městského muzea
- 1887 otevřen třetí hřbitov[9]